# Ромологија
Ромологија је интердисциплинарна научна област која се бави питањима у вези са животом и пореклом Рома у свету што укључује језик, образовање, културу, књижевност, историју, демографију и слично. Ромологија је постала предмет високошколских и универзитетских студија у Европи и САД тек крајем XX века.

## Појам ромологије
Назив ромологија изведен је од народног имена Ром (Rrom) и грчке речи логос (λογος) која значи: реч, говор, смисао, начело, закон, наука. У духу савремених превода, могло би се, дакле, рећи да је ромологија наука о животу Рома.

## Појава ромологије
Потреба за ромологијом исказана је јавно крајем шездесетих година XX века. Та потреба проистекла је, с једне стране, из теоријско-критичке свести друштвених и историјских наука и, с друге, из тежње и критичке свести самих Рома, који су почели први пут да се суочавају са холокаустом који су преживели и са властитим друштвеним положајем, људским и колективним правима и слободама.
Немост научне јавности према чињеници да су Роми највеће жртве расизма и расне дискриминације, и да се као мањина налазе у најтежем положају у свим европским државама, изнедрила је потребу за конституисањем ромологије. Та потреба је интегрални део тежњи да се превазиђе нечовечно стање, односно промене сви друштвени услови и односи који су довели до тога да егзистенција Рома изгуби друштвено, политичко, па чак и људско значење. У складу с тим је и основно полазиште ромологије, а то је да су Роми пре свега људи, део човековог света и људских односа. Заједно с осталим наукама, ромологија је уочила да је свакодневни живот Рома у многим европским и ваневропским земљама упечатљива слика традиционалног историјског односа према Ромима, затим постојећег друштвеног стања и владајућих друштвено-економских односа.

## Предмет ромологије
Предмет истраживања ромологије јесте живот Рома у свим његовим појавним формама (историја, култура, друштво, језик, литература). То значи да су њен предмет људи који, по свом историјском пореклу, етничким, културним, језичким и другим особеностима и историјској судбини и свести представљају једну заједницу. Чланови те заједнице, као грађани многих европских и ваневропских држава, живе у двоструким друштвеним системима: владајући, доминантан, који се најчешће испољава као спољашњи, и властити систем који се појављује као унутрашњи и смисленији. Специфичан положај огледа се у преплитању многобројних неусклађених и сукобљених друштвених односа и интереса.
Ромологија научно описује, објашњава и разуме те односе и појаве у сарадњи с друштвеним наукама, нарочито историјом, духовним наукама и социологијом. Задатак ромологије јесте да реконструише разне појаве и догађаје из историјског и културног живота Рома и детерминише чиниоце који су на одређеним географским и социјалним просторима и у одређеним историјским периодима изазивали конкретне догађаје и подстицали процесе који су утицали на историју Рома и обележили њихов друштвени и културни живот, њихове друштвене односе и друштвену свест.
На основу досадашњих сазнања, ромологија је формулисала принцип да све што омета социјалну интеграцију Рома треба да буде превазиђено. Ти фактори који ометају социјалну интеграцију јављају се и у сфери већинског друштва и његове државе, али и у сфери живота Рома и њихове традиције.

## Интердисциплинарни приступ
Ромологија је индоевропска (ако се узме у обзир Блиски исток, онда индо-арабо-европска) интердисциплинарна академска дисциплина, чији се предмет састоји из комплекса историјских питања и проблема, као и читавог низа других питања и проблема који проистичу из процеса практичне интеракције ромске заједнице и њених чланова са светом, у распону од Индије, до Европе, а потом од Европе, до ваневропских земаља. Интердисциплинарни карактер јој даје неминовна прожетост и сарадња са различитим научним дисциплинама.
С обзиром на то да су предмет и метод нераздвојно повезани, ромологија користи оне методе истраживања који највише одговарају специфичностима њеног предмета проучавања. Нужно је притом имати на уму да је у том предмету увек садржана комплексна људска делатност и друштвено историјска реалност и да су обе подложне трансформацији.